# Thalictrum
Els talictres (Thalictrum) són un gènere de plantes amb flors. Consta d'unes 120 a 200 espècies dins la família ranunculàcia. Thalictrum és un gènere de taxonomia difícil amb fronteres entre les espècies poc clares.
Les espècies d'aquest gènere són plantes perennes herbàcies, fan de 0,5 a 2,5 m d'alt.

## Hàbitat
Normalment es troben a l'ombra o en llocs de terra molt humida. La seva distribució és subcosmopolita, es troben a l'hemisferi nord i sud d'Àfrica i a l'Amèrica del Sud tropical però és absent a Australàsia. Són més corrents en climes temperats.

## Descripció
Les fulles són de disposició alternada, compostes bipinnades, sovint de color glauc blau verdoses.
Les flors són menudes i sense pètals però amb estams llargs de diversos colors.

## Espècies autòctones dels Països Catalans[2]
- Thalictrum aquilegifolium
- Thalictrum tuberosum
- Thalictrum alpinum
- Thalictrum morrisonii
- Thalictrum flavum
- Thalictrum foetidum
- Thalictrum minus

## Altres espècies
- Thalictrum calabricum
- Thalictrum chelidonii
- Thalictrum clavatum
- Thalictrum cooleyi
- Thalictrum delavayi
- Thalictrum diffusiflorum
- Thalictrum dioicum
- Thalictrum dipterocarpum
- Thalictrum fendleri
- Thalictrum foeniculaceumThalictrum glaucum, flors
- Thalictrum glaucum
- Thalictrum ichangense
- Thalictrum javanicum
- Thalictrum kiusianum
- Thalictrum lucidum
- Thalictrum macrostylum
- Thalictrum occidentalis
- Thalictrum orientale
- Thalictrum reniforme
- Thalictrum petaloideum

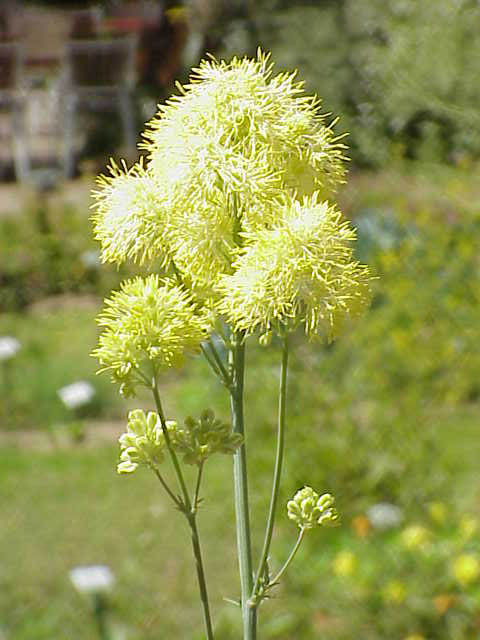
Thalictrum glaucum, flors

- Thalictrum polygamum (sin. T. pubescens)
- Thalictrum revolutum
- Thalictrum rochebrunianum

- Thalictrum simplex ue

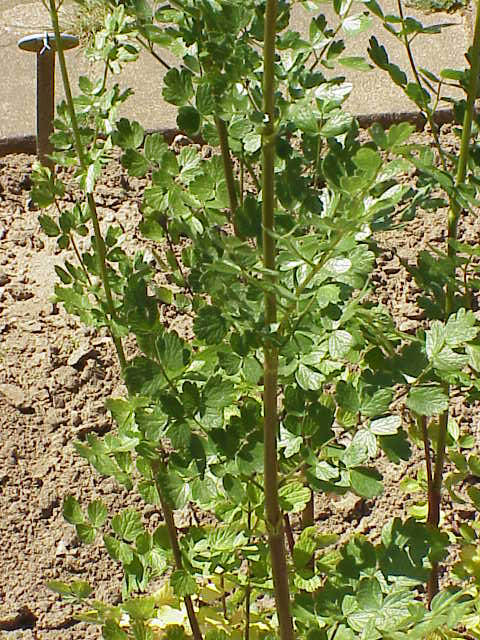
Thalictrum flavum, fulles

- Thalictrum thalictroides (sin. Anemonella thalictroides)